# NGC 7812
NGC 7812 este o astronomical radio source⁠(d) situată în constelația Sculptorul. A fost descoperită în 25 septembrie 1834 de către John Herschel.